# يوليا فوس
يوليا فوس (بالألمانية: Julia Voss)‏ (و. 1974  م) هي صحفية ألمانية، ولدت في فرانكفورت.

## جوائز
حصلت على جوائز منها:
- جائزة سيغموند فرويد (2009).